# Élections législatives de 1898 en Ille-et-Vilaine
Les élections législatives en Ille-et-Vilaine ont lieu les dimanches 8 mai 1898 et 22 mai 1898. 
Elles ont pour but d'élire les 8 députés représentant le département à la Chambre des députés pour un mandat de quatre années.

## Élections partielles durant le précédent mandat

### Arrondissement de Redon (5 mai 1895)
Elle regroupe tous les cantons de l'arrondissement.
- Émile Récipon (Union libérale), élu depuis 1893 est mort le 20 février 1895.

| Candidats      | Candidats                         | Étiquette      | Premier tour | Premier tour |
| Candidats      | Candidats                         | Étiquette      | Voix         | %            |
| -------------- | --------------------------------- | -------------- | ------------ | ------------ |
|                | Maurice de Poulpiquet du Halgouët | Monarchiste    | 10 915       | 52,48        |
|                | Henri Guérin                      | Progressiste   | 9 904        | 47,62        |
|                |                                   |                |              |              |
| Inscrits       | Inscrits                          | Inscrits       | 25 334       | 100,00       |
| Votants        | Votants                           | Votants        | 20 917       | 82,57        |
| Abstention     | Abstention                        | Abstention     | 4 417        | 17,43        |
| Blancs et nuls | Blancs et nuls                    | Blancs et nuls | 118          | 0,56         |
| Exprimés       | Exprimés                          | Exprimés       | 20 799       | 99,44        |

### 2ecirconscription de Saint-Malo (26 décembre 1897)
Saint-Malo-2 regroupe les cantons de Châteauneuf-d'Ille-et-Vilaine, Combourg, Pleurtuit, Tinténiac et de Saint-Servan.
- Léonce Demalvillain (Progressiste), élu depuis 1893, démissionne en septembre 1897.

|                | Alphonse Hervoches | Progressiste   | 6 880  | 63,11  |  |  |  |
|                | Pierre Gautreau    | Rallié         | 4 018  | 36,86  |  |  |  |
|                |                    |                |        |        |  |  |  |
| Inscrits       | Inscrits           | Inscrits       | 17 770 | 100,00 |  |  |  |
| Votants        | Votants            | Votants        | 11 476 | 64,58  |  |  |  |
| Abstention     | Abstention         | Abstention     | 6 294  | 35,42  |  |  |  |
| Blancs et nuls | Blancs et nuls     | Blancs et nuls | 574    | 5,00   |  |  |  |
| Exprimés       | Exprimés           | Exprimés       | 10 902 | 95,00  |  |  |  |

## Députés sortants
| Députés | Députés                           | Parti           | Fonctions lors de l'élection en 1898 |
| ------- | --------------------------------- | --------------- | --- |
|         | René Le Hérissé                   | Gauche radicale | Conseiller général de Rennes-Sud-Est. Ancien Lieutenant, Propriétaire.                                                                   |
|         | François Brune                    | Progressiste    | Conseiller général et maire de Pleine-Fougères. Ancien Notaire.                                                                          |
|         | Alphonse Hervoches                | Progressiste    | Conseiller général de Combourg, maire de Lanhélin. Propriétaire agricole.                                                                |
|         | Édouard Pontallié                 | Progressiste    | Maire de Saint-Aubin-du-Cormier. Propriétaire agricole.                                                                                  |
|         | René Brice                        | Union libérale  | Ancien député, vice-président du Conseil Général, conseiller général du Sel-de-Bretagne. Avocat, Propriétaire agricole.                  |
|         | Maurice de Poulpiquet du Halgouët | Monarchiste     | Conseiller général de Redon, maire de Renac. Ancien Lieutenant, Propriétaire agricole.                                                   |
|         | Olivier Le Gonidec de Traissan    | Monarchiste     | Ancien député, premier adjoint au maire de Vitré. Ancien Zouave pontifical, Propriétaire agricole, châtelain du Château de la Baratière. |
|         | Armand Porteu de la Morandière    | Monarchiste     | Ancien Préfet, conseiller d'arrondissement de Montauban-de-Bretagne, maire de Talensac. Directeur de filature, Propriétaire agricole.    |

## Mode de scrutin
L'élection se fait au scrutin d'arrondissement, soit un mode uninominal majoritaire à deux tours.
La circonscription pour l'élection est l'arrondissement.
Le scrutin est individuel, chaque arrondissement élisant un député.
Les arrondissements qui ont plus de cent mille habitants sont divisés. Dans ce cas on élit un député par circonscription électorale.
L'article 18 précise qu'il faut réunir pour être élu au premier tour :
1. La majorité absolue des suffrages exprimés ;
2. Un nombre de suffrages égal au quart des électeurs inscrits.

Au deuxième tour la majorité relative suffit. En cas d'égalité c'est le plus âgé qui est élu.

## Résultats par arrondissement

### Arrondissement de Fougères
Fougères regroupe tous les cantons de l'arrondissement.
- Édouard Pontallié (Progressiste), élu depuis 1893, ne se représente pas.

| Candidats      | Candidats       | Étiquette      | Premier tour | Premier tour |
| Candidats      | Candidats       | Étiquette      | Voix         | %            |
| -------------- | --------------- | -------------- | ------------ | ------------ |
|                | Alfred Bazillon | Progressiste   | 10 403       | 52,55        |
|                | Léon Jenouvrier | Monarchiste    | 9 353        | 47,25        |
|                |                 |                |              |              |
| Inscrits       | Inscrits        | Inscrits       | 23 991       | 100,00       |
| Votants        | Votants         | Votants        | 20 039       | 83,53        |
| Abstention     | Abstention      | Abstention     | 3 952        | 16,47        |
| Blancs et nuls | Blancs et nuls  | Blancs et nuls | 242          | 1,21         |
| Exprimés       | Exprimés        | Exprimés       | 19 797       | 98,79        |

### Arrondissement de Montfort
Montfort regroupe tous les cantons de l'arrondissement.
| Candidats      | Candidats                        | Étiquette       | Premier tour | Premier tour |
| Candidats      | Candidats                        | Étiquette       | Voix         | %            |
| -------------- | -------------------------------- | --------------- | ------------ | ------------ |
|                | Armand Porteu de la Morandière * | Monarchiste     | 7 751        | 54,86        |
|                | Alfred Durand                    | Gauche radicale | 6 384        | 45,19        |
|                |                                  |                 |              |              |
| Inscrits       | Inscrits                         | Inscrits        | 17 177       | 100,00       |
| Votants        | Votants                          | Votants         | 14 390       | 83,78        |
| Abstention     | Abstention                       | Abstention      | 2 787        | 16,23        |
| Blancs et nuls | Blancs et nuls                   | Blancs et nuls  | 262          | 1,82         |
| Exprimés       | Exprimés                         | Exprimés        | 14 128       | 98,19        |

*sortant

### Arrondissement de Redon
Redon regroupe tous les cantons de l'arrondissement.
| Candidats      | Candidats                           | Étiquette      | Premier tour | Premier tour |
| Candidats      | Candidats                           | Étiquette      | Voix         | %            |
| -------------- | ----------------------------------- | -------------- | ------------ | ------------ |
|                | Maurice de Poulpiquet du Halgouët * | Monarchiste    | 13 333       | 76,85        |
|                |                                     |                |              |              |
| Inscrits       | Inscrits                            | Inscrits       | 26 004       | 100,00       |
| Votants        | Votants                             | Votants        | 17 350       | 66,72        |
| Abstention     | Abstention                          | Abstention     | 8 654        | 33,28        |
| Blancs et nuls | Blancs et nuls                      | Blancs et nuls | 3 793        | 21,86        |
| Exprimés       | Exprimés                            | Exprimés       | 13 557       | 78,14        |

*sortant

### Arrondissement de Rennes

#### 1recirconscription
Rennes-1 regroupe les cantons de Rennes-Nord-Ouest, Rennes-Nord-Est, Rennes-Sud-Ouest et de Rennes-Sud-Est.
| Candidats      | Candidats           | Étiquette            | Premier tour | Premier tour |
| Candidats      | Candidats           | Étiquette            | Voix         | %            |
| -------------- | ------------------- | -------------------- | ------------ | ------------ |
|                | René Le Hérissé *   | Gauche radicale      | 8 386        | 52,16        |
|                | René Grivart        | Monarchiste          | 3 512        | 21,84        |
|                | Eugène Pinault      | Union libérale       | 2 344        | 14,58        |
|                | Jules Ménard        | Antijuif             | 1 397        | 8,69         |
|                | Fernand Grimonprez  | Socialiste           | 316          | 1,97         |
|                | Pierre-Marie Massot | Républicain agricole | 123          | 0,78         |
|                |                     |                      |              |              |
| Inscrits       | Inscrits            | Inscrits             | 22 224       | 100,00       |
| Votants        | Votants             | Votants              | 16 244       | 73,09        |
| Abstention     | Abstention          | Abstention           | 5 980        | 26,91        |
| Blancs et nuls | Blancs et nuls      | Blancs et nuls       | 165          | 1,02         |
| Exprimés       | Exprimés            | Exprimés             | 16 079       | 98,98        |

*sortant

#### 2ecirconscription
Rennes-2 regroupe les cantons de Châteaugiron, Hédé, Janzé, Liffré, Mordelles et de Saint-Aubin-d'Aubigné.
| Candidats      | Candidats      | Étiquette      | Premier tour | Premier tour |
| Candidats      | Candidats      | Étiquette      | Voix         | %            |
| -------------- | -------------- | -------------- | ------------ | ------------ |
|                | René Brice *   | Union libérale | 12 635       | 92,05        |
|                |                |                |              |              |
| Inscrits       | Inscrits       | Inscrits       | 18 048       | 100,00       |
| Votants        | Votants        | Votants        | 13 726       | 76,05        |
| Abstention     | Abstention     | Abstention     | 4 322        | 23,95        |
| Blancs et nuls | Blancs et nuls | Blancs et nuls | 1 058        | 7,71         |
| Exprimés       | Exprimés       | Exprimés       | 12 668       | 92,29        |

*sortant

### Arrondissement de Saint-Malo

#### 1recirconscription
Saint-Malo-1 regroupe les cantons de Saint-Malo, Cancale, Dol-de-Bretagne, Pleine-Fougères.
| Candidats      | Candidats                 | Étiquette      | Premier tour | Premier tour |
| Candidats      | Candidats                 | Étiquette      | Voix         | %            |
| -------------- | ------------------------- | -------------- | ------------ | ------------ |
|                | François Brune *          | Progressiste   | 7 952        | 63,88        |
|                | Mr Houitte de la Chesnais | Monarchiste    | 4 503        | 36,17        |
|                |                           |                |              |              |
| Inscrits       | Inscrits                  | Inscrits       | 16 661       | 100,00       |
| Votants        | Votants                   | Votants        | 12 629       | 75,80        |
| Abstention     | Abstention                | Abstention     | 4 032        | 24,20        |
| Blancs et nuls | Blancs et nuls            | Blancs et nuls | 180          | 1,43         |
| Exprimés       | Exprimés                  | Exprimés       | 12 449       | 98,57        |

*sortant

#### 2ecirconscription
Saint-Malo-2 regroupe les cantons de Châteauneuf-d'Ille-et-Vilaine, Combourg, Pleurtuit, Tinténiac et de Saint-Servan.
- Alphonse Hervoches (Progressiste), élu en décembre 1897, ne se représente pas.

| Candidat       | Candidat                | Étiquette      | Premier tour | Premier tour | Deuxième tour | Deuxième tour |
| Candidat       | Candidat                | Étiquette      | Voix         | %            | Voix          | %             |
| -------------- | ----------------------- | -------------- | ------------ | ------------ | ------------- | ------------- |
|                | Robert Surcouf          | Progressiste   | 4 809        | 37,47        | 6 750         | 52,65         |
|                | Henri-Constant Groussau | Monarchiste    | 4 064        | 31,66        | 4 558         | 35,55         |
|                | Raoul Rosse             | Union libérale | 2 730        | 21,27        | 1 501         | 11,71         |
|                | Pierre Gautreau         | Progressiste   | 1 239        | 9,65         |               |               |
|                |                         |                |              |              |               |               |
| Inscrits       | Inscrits                | Inscrits       | 17 635       | 100,00       | 17 686        | 100,00        |
| Votants        | Votants                 | Votants        | 12 994       | 73,68        | 12 907        | 72,98         |
| Abstention     | Abstention              | Abstention     | 4 641        | 26,32        | 4 779         | 27,02         |
| Blancs et nuls | Blancs et nuls          | Blancs et nuls | 159          | 1,22         | 86            | 0,67          |
| Exprimés       | Exprimés                | Exprimés       | 12 835       | 98,78        | 12 821        | 99,33         |

### Arrondissement de Vitré
Vitré regroupe tous les cantons de l'arrondissement.
| Candidats      | Candidats                        | Étiquette      | Premier tour | Premier tour |
| Candidats      | Candidats                        | Étiquette      | Voix         | %            |
| -------------- | -------------------------------- | -------------- | ------------ | ------------ |
|                | Olivier Le Gonidec de Traissan * | Monarchiste    | 11 849       | 79,58        |
|                |                                  |                |              |              |
| Inscrits       | Inscrits                         | Inscrits       | 20 442       | 100,00       |
| Votants        | Votants                          | Votants        | 14 889       | 72,84        |
| Abstention     | Abstention                       | Abstention     | 5 553        | 27,16        |
| Blancs et nuls | Blancs et nuls                   | Blancs et nuls | 2 973        | 19,97        |
| Exprimés       | Exprimés                         | Exprimés       | 11 916       | 80,03        |

*sortant

## Députés élus
| Députés | Députés                           | Parti           | Fonctions lors de l'élection en 1898 |
| ------- | --------------------------------- | --------------- | --- |
|         | René Le Hérissé                   | Gauche radicale | Conseiller général de Rennes-Sud-Est. Ancien Lieutenant, Propriétaire.                                                                   |
|         | Robert Surcouf                    | Progressiste    | Pas d'autres mandats. Propriétaire agricole, châtelain du Haut-Mesnil.                                                                   |
|         | François Brune                    | Progressiste    | Conseiller général et maire de Pleine-Fougères. Ancien Notaire.                                                                          |
|         | Alfred Bazillon                   | Progressiste    | Maire de Fougères. Ancien Clerc de notaire, Propriétaire agricole.                                                                       |
|         | René Brice                        | Union libérale  | Ancien député, vice-président du Conseil Général, conseiller général du Sel-de-Bretagne. Avocat, Propriétaire agricole.                  |
|         | Maurice de Poulpiquet du Halgouët | Monarchiste     | Conseiller général de Redon, maire de Renac. Ancien Lieutenant, Propriétaire agricole.                                                   |
|         | Olivier Le Gonidec de Traissan    | Monarchiste     | Ancien député, premier adjoint au maire de Vitré. Ancien Zouave pontifical, Propriétaire agricole, châtelain du Château de la Baratière. |
|         | Armand Porteu de la Morandière    | Monarchiste     | Ancien Préfet, conseiller d'arrondissement de Montauban-de-Bretagne, maire de Talensac. Directeur de filature, Propriétaire agricole.    |